# Paula i Karol
Paula i Karol – polski zespół folkowy, wywodzący się z Warszawy. Tworzą go Paula Bialski oraz Karol Strzemieczny. Zespół ma za sobą kilkaset koncertów w Polsce, w Europie (Wielka Brytania, Francja, Norwegia, Niemcy, Ukraina, Szwajcaria, Czechy, Holandia) oraz w Ameryce Północnej (Stany Zjednoczone, Kanada).
W kwietniu 2012 roku wystąpili na koncercie „Solidarni z Białorusią” w Warszawie.
W 2016 udostępnili singel i teledysk "Our Town" promujący zapowiadany 4 album o tym samym tytule.

## Dyskografia

### Albumy
- Goodnight Warsaw EP (2009)
- Overshare LP (2010)
- Whole again LP (2012)
- Heartwash LP (2014)
- Our Town LP (2017)